# Buganda
Buganda – największe z tradycyjnych królestw tworzących Ugandę, zamieszkane przez 52 klany. Utworzone na przełomie XIV i XV wieku przez lud Gandów (Baganda). W latach ok. 1344–1650 była pod zwierzchnością królestwa Kitary (Bunyoro). Władcy Bugandy noszą tradycyjny tytuł – kabaka.
19 czerwca 1894 roku Brytyjczycy narzucili jej protektorat, który trwał do 9 października 1962 roku, kiedy Buganda stała się częścią niepodległego afrykańskiego państwa Uganda. 9 października 1963 roku pierwszym prezydentem republiki Ugandy został król bugandyjski Edward Frederick Mutesa II. W 1966 roku premier Milton Obote kazał dowódcy armii, gen. Idi Aminowi, by zaatakował pałac króla Mutesy II. Król uciekł do Londynu 23 czerwca 1966 roku. W dniu 8 września 1967 roku obalono monarchie Bugandy, Toro, Bunyoro i Ankole a w kraju zapanował terror. 
24 lipca 1993 roku prezydent Ugandy Yoweri Museveni podjął decyzję o odrestaurowaniu tradycyjnych królestw. 
Stolicą Ugandy i jednocześnie królestwa Bugandy jest Kampala. W tym państwie mieszkańcy używają języka suahili.

## Królowie Bugandy
- Kintu Kakulukuku (ok. 1300–1330)
- Chwa I Walusimbi (ok. 1330–1344) [syn]
- Kimera Walusimbi (ok. 1344–1374) [wnuk]
- Tembo Kiridde (ok. 1374–1404) [syn]
- Kigala Kasongovu (ok. 1404–1434; abdykował) [syn]
- Kimba Ntege (ok. 1434–?) [syn]
- Kigala (2. panowanie ?–ok. 1464)
- Kaima Sendikaddiwa (ok. 1464–1494) [wnuk]
- Nakibinge Kagali (ok. 1494–1524) [syn]
- Mulondo Sekajja (ok. 1524–?) [syn]
- Temba (Djemba) Busungwo (?–ok. 1554) [brat]
- Suna I Kisolo (ok. 1554–1584) [brat]
- Sekamanya Kisolo (ok. 1584–1600) [syn Temby]
- Kimbugwe Kamegere (ok. 1600–1614) [syn Suny I]
- Kateregga Kamegere (ok. 1614–1644) [syn Sekamanyi]
- Mutebi I Mutesi (ok. 1644–?) [syn]
- Juko (Djuko) Mulwana [brat]
- Kayemba Kisiki (?–ok. 1674) [brat]
- Tebandeke Mujambula (ok. 1674–?) [syn Mutebi I]
- Ndawula Nsobya (?–ok. 1704) [syn Juko]
- Kagulu Ntambi (ok. 1704–1730) [syn]
- Kikulwe Mawuba (ok. 1730–1737) [brat]
- Mawanda Sebanakitta (ok. 1737–1740) [brat]
- Mwanga I Sebanakitta (1740–1741) [wnuk Ndawuli]
- Namugala Kagali (1741–1750) [brat]
- Kyabaggu Kabinuli (1750–1780) [brat]
- Junju (Djundju) Sendegeya (1780–1797) [syn]
- Semakokiro Nabbunga (1797–1814) [brat]
- Kamanya Kadduviamala (1814–1832) [syn]
- Suna II Migekyamye (1832–1857) [syn]

| #    | Imię                   |          | Lata życia                 | Lata życia                  | Czas rządów          | Czas rządów                   | Rodzice                                                |
| #    | Imię                   | Urodzony | Zmarł                      | Od                          | Do                   |                               | Rodzice                                                |
| ---- | ---------------------- | -------- | -------------------------- | --------------------------- | -------------------- | ----------------------------- | ------------------------------------------------------ |
| 30   | Mutesa I Mukabyakayira |          | 1837 Mulago                | 19 października 1884 Kasubi | 1856                 | 19 października 1884          | Ssuna II Muganzirwazzaza                               |
| 31   | Mwanga II Mukusa       |          | 1866 Nakawa                | 8 marca 1903 Seszele        | 24 października 1884 | 1888 Usunięty                 | Mutesa I Abisagi Bagalayaze                            |
| 32   | Kiwewa Nuyonyintono    |          | ?                          | 8 marca 1889 Masanafu       | 2 sierpnia 1888      | 21 października 1888 Usunięty | Mutesa I Namasole Kiribakka                            |
| 33   | Kalema Muguluma        |          | ?                          | 1891 Bunyoro                | 21 października 1888 | 5 października 1889 Usunięty  | Mutesa I Namasole Ndibuwakanyi                         |
| (31) | Mwanga II Mukusa       |          | 1866 Nakawa                | 8 marca 1903 Seszele        | 1889                 | 7 sierpnia 1897 Usunięty      | Mutesa I Abisagi Bagalayaze                            |
| 34   | Daudi Chwa II Kaggwa   |          | 8 sierpnia 1896 Mengo      | 22 listopada 1939 Kampala   | 1897                 | 22 listopada 1939             | Mwanga II Abakyala Evalini Kulabako                    |
| 35   | Mutesa II              |          | 19 listopada 1924 Makindye | 21 listopada 1969 Londyn    | 22 listopada 1939    | 1953 Usunięty                 | Daudi Chwa II Kaggwa Namasole Irene Drusilla Namaganda |
| -    | interregnum            |          |                            |                             | 1953                 | 1955                          |                                                        |
| (35) | Mutesa II              |          | 19 listopada 1924 Makindye | 21 listopada 1969 Londyn    | 1955                 | 21 listopada 1969 Usunięty    | Daudi Chwa II Kaggwa Namasole Irene Drusilla Namaganda |
| -    | interregnum            |          |                            |                             | 21 listopada 1969    | 31 lipca 1993                 |                                                        |
| 36   | Mutebi II              |          | 13 kwietnia 1955 Mengo     |                             | 31 lipca 1993        |                               | Mutesa II Sarah Nnalule                                |